# Quinsam
Die Quinsam ist eine Doppelendfähre der kanadischen Reederei BC Ferries.

## Geschichte
Die Fähre wurde 1982 unter der Baunummer 102 auf der Werft Vancouver Shipyards in North Vancouver für das British Columbia Ministry of Transportation and Highways gebaut. Der Stapellauf fand am 27. Februar 1982 statt. Die Ablieferung der Fähre erfolgte im April 1982. Sie wurde auf der Strecke zwischen Nanaimo auf Vancouver Island und Gabriola Island in Dienst gestellt, auf der sie bis heute verkehrt. Sie ersetzte hier die kleinere Quinitsa.
1985 übernahm BC Ferries im Zusammenhang mit der Übernahme des Fährverkehrs vom British Columbia Ministry of Transportation and Highways auch die Quinsam.
Die Quinsam wurde im April 2022 von zwei Fähren der Island-Klasse abgelöst und ihrerseits auf die Strecke zwischen Crofton und Vesuvius verlegt.
Die Fähre ist nach dem Quinsam River auf Vancouver Island benannt.

## Technische Daten und Ausstattung
Das Schiff wird von vier MTU-Dieselmotoren angetrieben. Die Motoren wirken auf vier Propellergondeln, von denen sich jeweils zwei an den beiden Enden der Fähre befinden. Das Antriebssystem wurde 2010 zusammen mit den Generatoren erneuert. Außerdem wurde auf Gabriola Island ein Landstromanschluss installiert, so dass die Fähre hier nachts mit abgeschalteten Generatoren liegen kann.
Die Fähre verfügt über ein durchlaufendes Fahrzeugdeck mit fünf Fahrspuren. Diese ist über landseitige Rampen zugänglich. Das Fahrzeugdeck ist in der Mitte durch eine Brücke überbaut. Auf dieser ist mittig das Steuerhaus aufgesetzt. Die nutzbare Durchfahrtshöhe beträgt 4,7 m.
Auf beiden Seiten der Fähre befinden sich je zwei Aufenthaltsräume mit Sitzgelegenheiten für die Passagiere. Den Passagieren stehen Automaten für Snacks und Getränke zur Verfügung.